# 113950 Donbaldwin
113950 Donbaldwin este un asteroid din centura principală de asteroizi.

## Descriere
113950 Donbaldwin este un asteroid din centura principală de asteroizi. A fost descoperit pe 4 octombrie 2002 la Apache Point Observatory în cadrul programului Sloan Digital Sky Survey. Asteroidul prezintă o orbită caracterizată de o semiaxă mare de 3,01 ua, o excentricitate de 0,06 și o înclinație de 12,2° în raport cu ecliptica.